# There Is a Mountain

There Is a Mountain är en låt skriven och framförd av den skotske sångaren Donovan. Låten utgavs som singel 1967 och blev en av hans många hitlåtar det året. Låtens text är inspirerad av ett citat av Qingyuan Weixin om den buddhistiska grenen zen.
Låten spelades in under inspelningarna av albumet Mellow Yellow, men togs inte med på något studioalbum. Första gången studioversionen fanns tillgänglig på album var samlingsalbumet Donovan's Greatest Hits från 1969. Den finns även med på konsertalbumet Donovan in Concert. The Allman Brothers Band använde låten som bas för det improviserade spåret "Mountain Jam" på konsertalbumet Eat a Peach.

## Listplaceringar
| Lista (1967)   | Position               |
| -------------- | ---------------------- |
| Frankrike      | 18                     |
| Irland         | 9                      |
| Kanada         | 4 (RPM)                |
| Nya Zeeland    | 9                      |
| Storbritannien | 8                      |
| USA            | 11 (Billboard Hot 100) |